# 십자가의 길

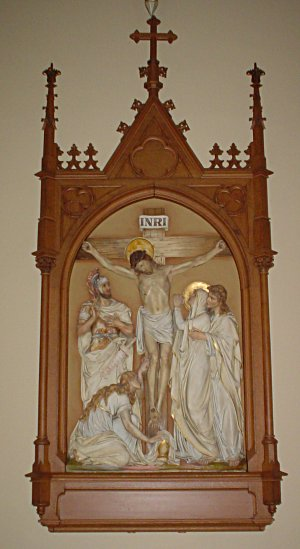
십자가의 길 제1２처 - 예수님께서 십자가 위에서 돌아가심을 묵상합시다。

십자가의 길(라틴어: Via Crucis)은 예수 그리스도의 마지막 시간(수난과 죽음)을 기억하며 구원의 신비를 묵상하는 서방 기독교의 기도이며, 고통의 길이라고도 한다. 로마 가톨릭에서는 보통 사순 시기 동안 매주 금요일과 성금요일에 행하며 성공회에서는 보통 사순절의 마지막 주인 성주간에 매일 행한다.
십자가의 길 기도는 초기에는 구체적인 형태를 갖추고 있지 않았으나 14세기에 프란치스코회에 의해 기도문이 체계화되었다. 이 기도의 목적은 당시 이슬람교 세력의 예루살렘 정복 때문에 성지 순례 여행에 차질을 빚게 되자 유럽에서 그리스도의 수난과 죽음 과정에서 주요한 장면을 떠올리며 기도로서 영적인 순례 여행을 도우려는 것이었다. 이 신심은 프란치스코회의 전교활동에 의해 점차 전국적으로 확산하였다. 16세기까지는 각 처의 숫자가 고정되지 않았으나, 클레멘스 12세(1730-1740년)에 의해 현재의 순번으로 명시화되었다.
십자가의 길은 총 14처로, 그 내용은 다음과 같다. 각 처에서 바치는 기도문이 정해져 있다:
1. 제1처 예수님께서 사형 선고 받으심.
2. 제2처 예수님께서 십자가를 지심.
3. 제3처 예수님께서 기력이 떨어져 넘어지심.
4. 제4처 예수님께서 성모님을 만나심.
5. 제5처 시몬이 예수님을 도와 십자가를 짐.
6. 제6처 베로니카, 수건으로 예수님의 얼굴을 닦아드림.
7. 제7처 기력이 다하신 예수님께서 두 번째 넘어지심.
8. 제8처 예수님께서 예루살렘 부인들을 위로하심.
9. 제9처 예수님께서 세 번째 넘어지심.
10. 제10처 예수님께서 옷 벗김 당하심.
11. 제11처 예수님께서 십자가에 못 박히심.
12. 제12처 예수님께서 십자가 위에서 돌아가심.
13. 제13처 제자들이 예수님의 시신을 십자가에서 내림.
14. 제14처 예수님께서 무덤에 묻히심.

십자가의 길을 바치는 가톨릭 신자는 전대사를 받을 수 있다. 십자가의 길은 십자가의 길 14처가 설치되어 있는 성당이나 경당 또는 성지에 조성된 옥외 장소에서 바쳐야만 한다. 이 기도를 할 때는 한 처에서 다음 처로 이동하며 바쳐야 한다. 단, 공동으로 바치는 경우나 사정이 여의치 않아 이동할 수 없는 경우에는 기도를 주관하는 사람만 이동하고 나머지 사람들은 자기 자리에 서 있어도 된다. 아울러 14처 전체를 순서에 따라 중단하지 않고 계속 바쳐야 한다. 만약 전체를 바치지 못하는 경우에는 한대사(부분대사)를 받을 수 있다.
14처가 설치된 장소에서 기도를 바칠 수 없는 사람들, 즉 병자, 여행자, 죄수 등은 특별히 축복된 십자가를 사용하여 기도함으로써 대사를 받을 수 있다. 듣지 못하거나 말을 하지 못하는 사람은 마음속으로 십자가의 길을 바치면 대사를 받을 수 있다.
무엇보다 기도를 바칠 당시 은총 상태에 있어야 하며, 죄가 전혀 없는 상태여야 한다. 만약 소죄라도 있으면 전대사 대신 한대사를 받는다. 이와 같은 조건에 따라 십자가의 길 기도를 바치는 사람은 대사를 자신을 위해서 받을 수도 있고, 특정한 영혼에게 돌려줄 수도 있다.

## 이미지

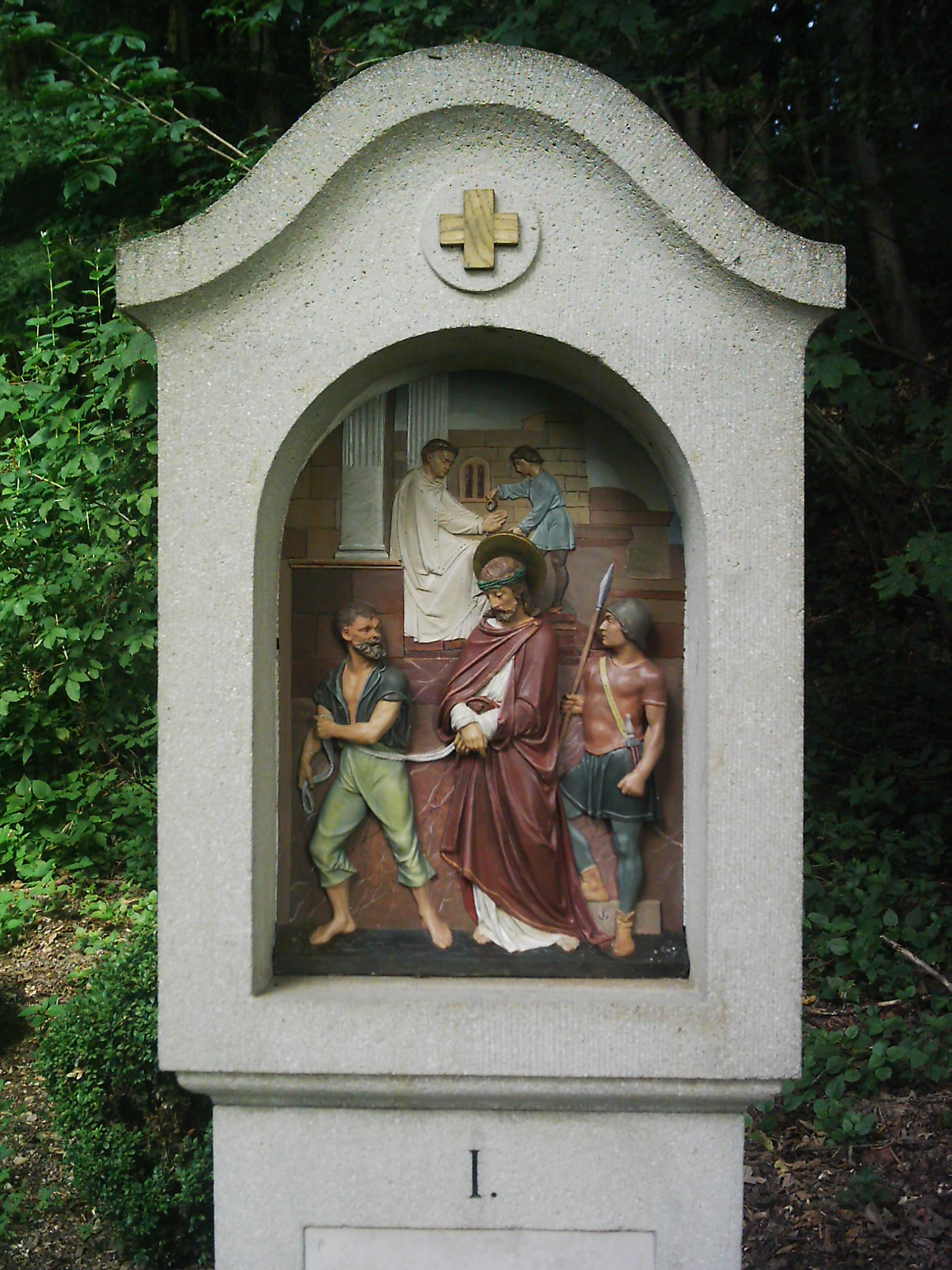
제1처 예수님께서 사형 선고 받으심을 묵상합시다.
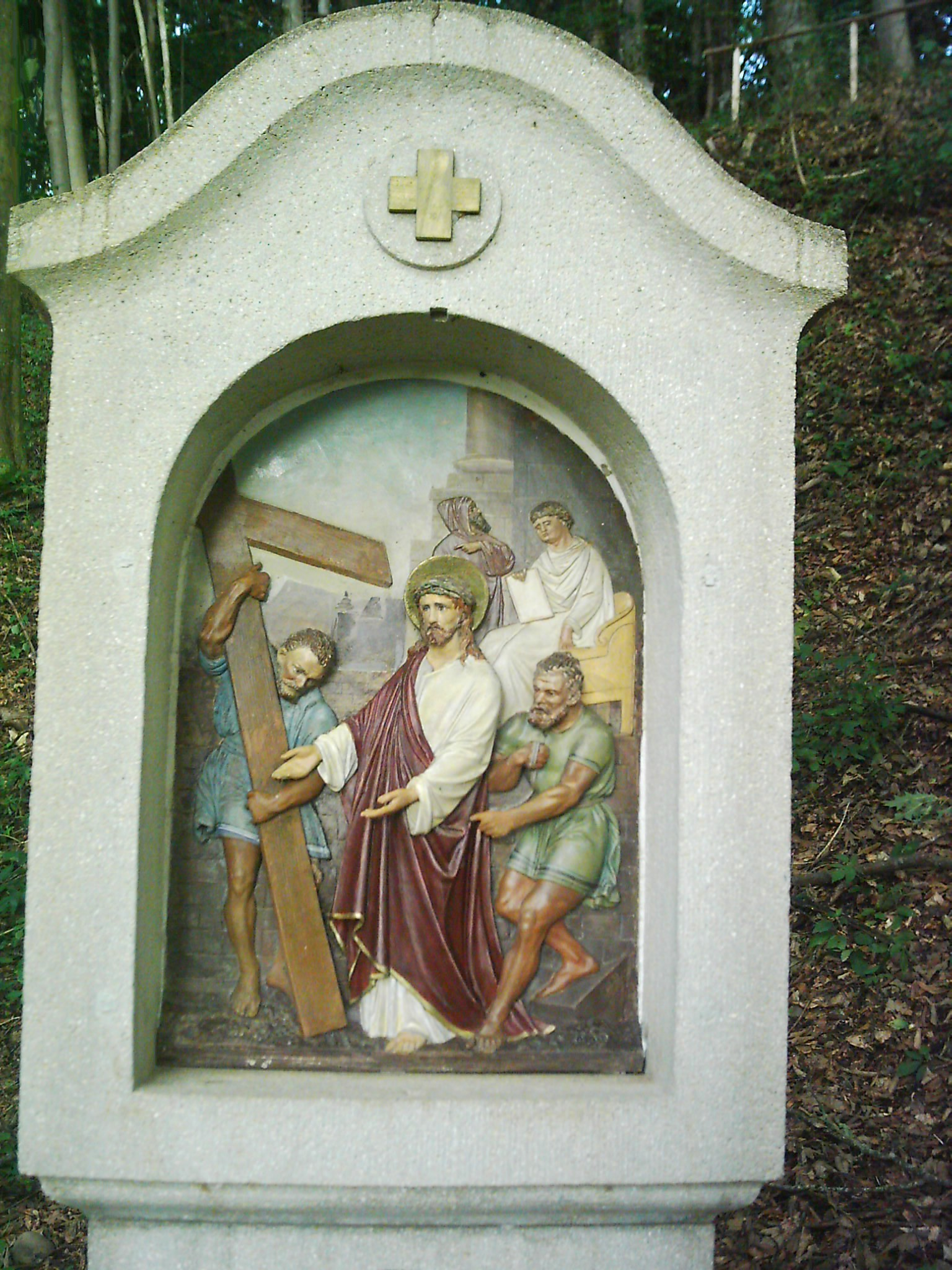
제2처 예수님께서 십자가를 지심.
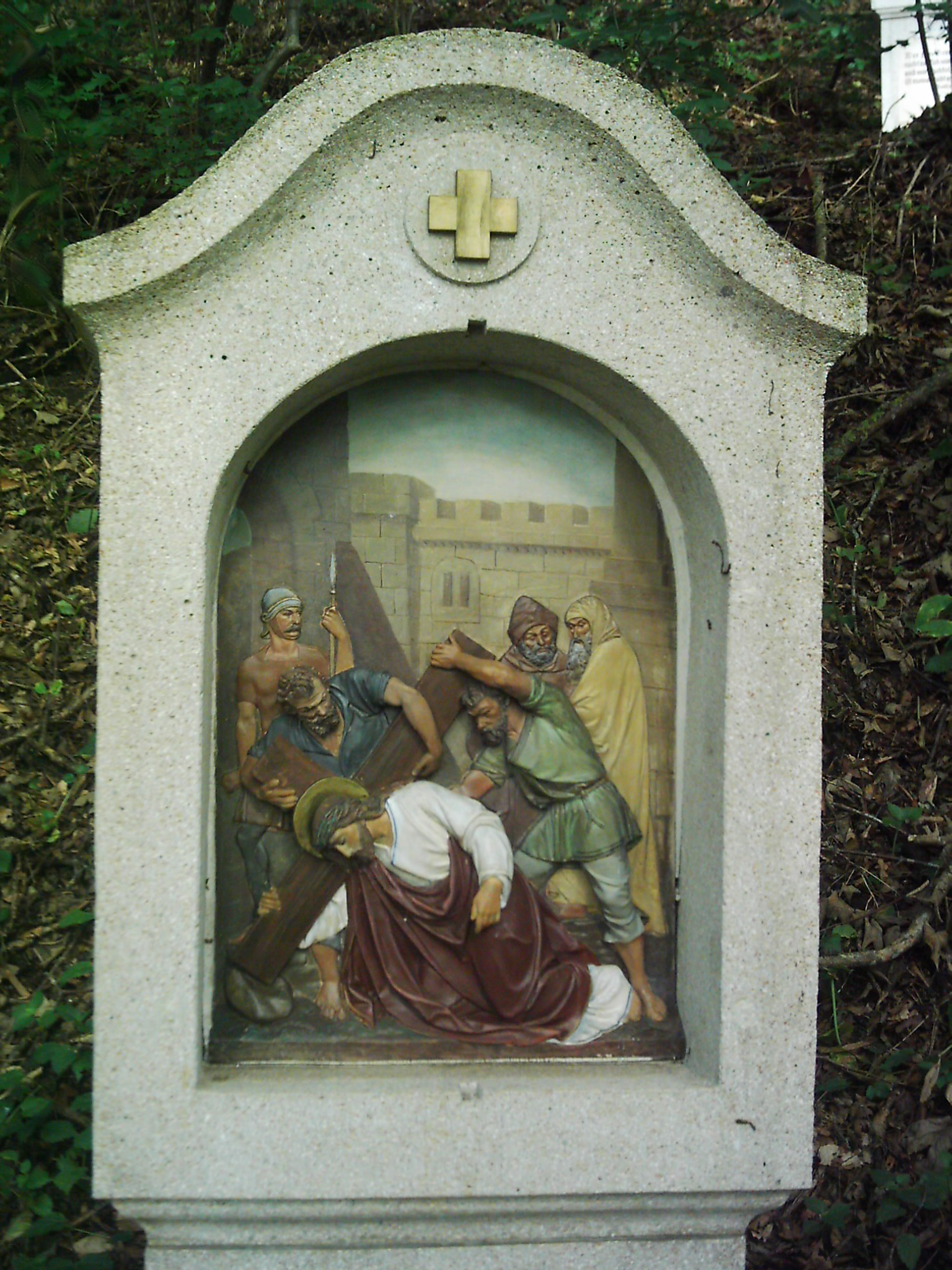
제3처 예수님께서 기력이 떨어져 넘어지심.
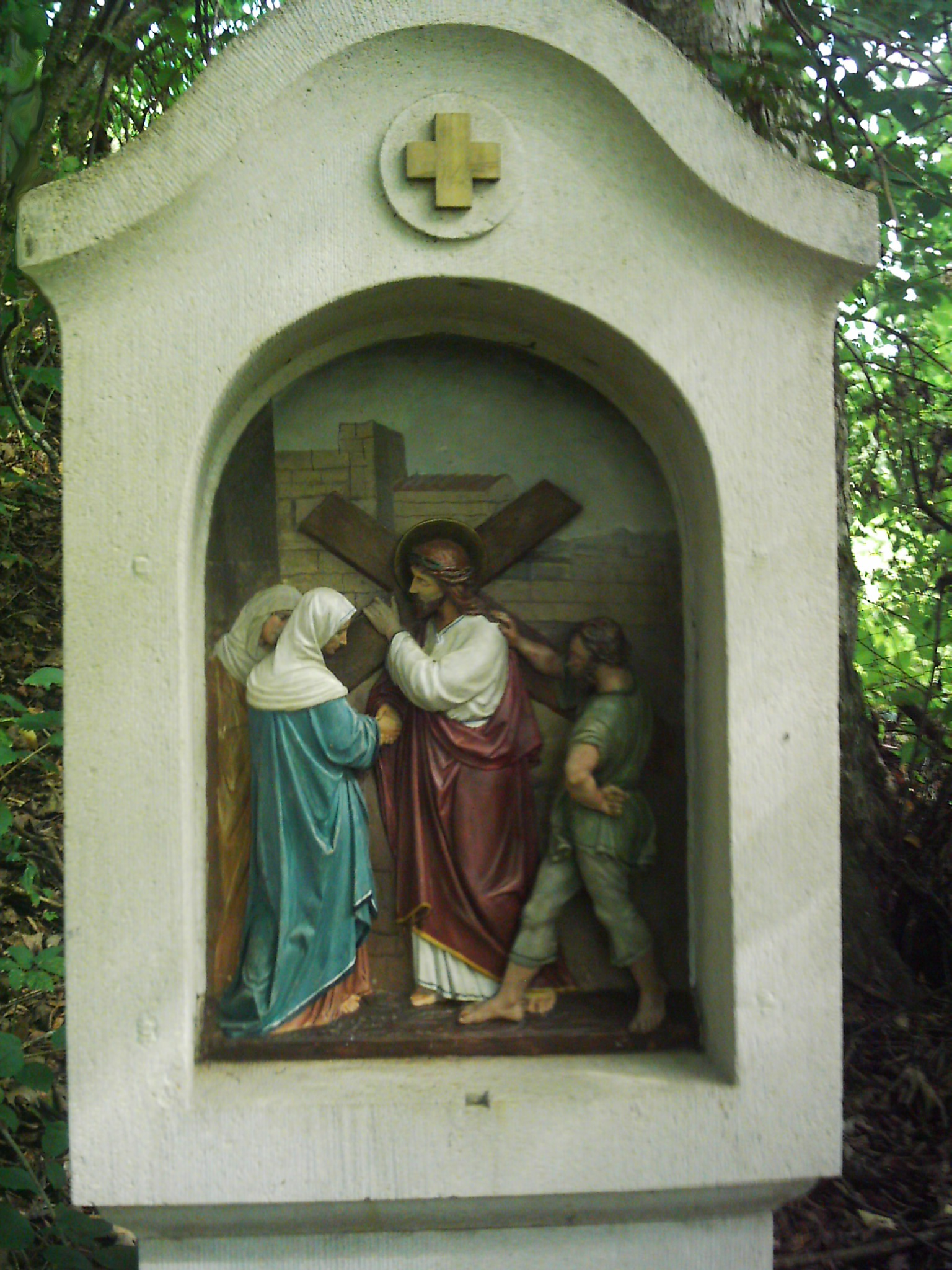
제4처 예수님께서 성모님을 만나심.
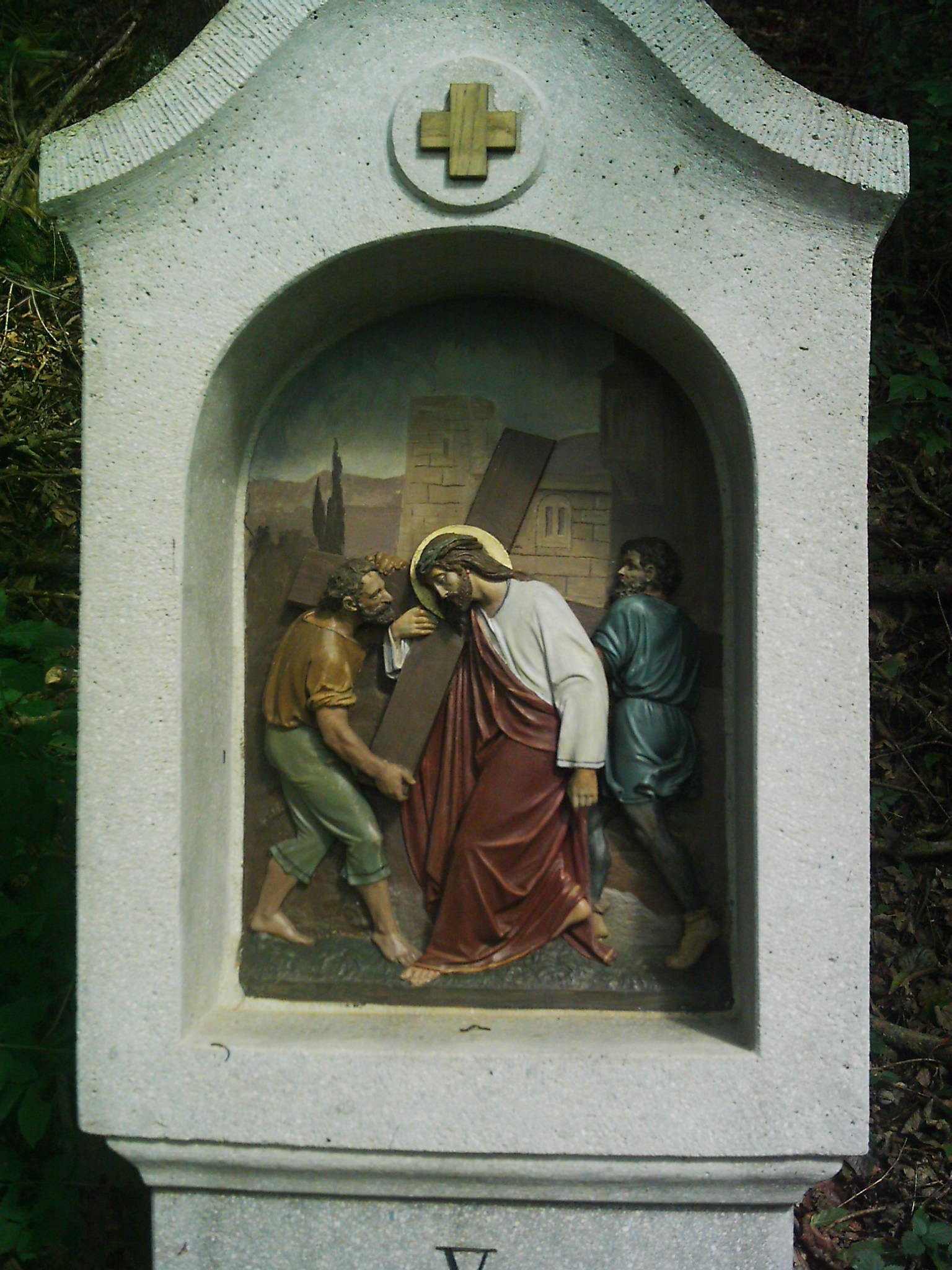
제5처 시몬이 예수님을 도와 십자가를 짐.
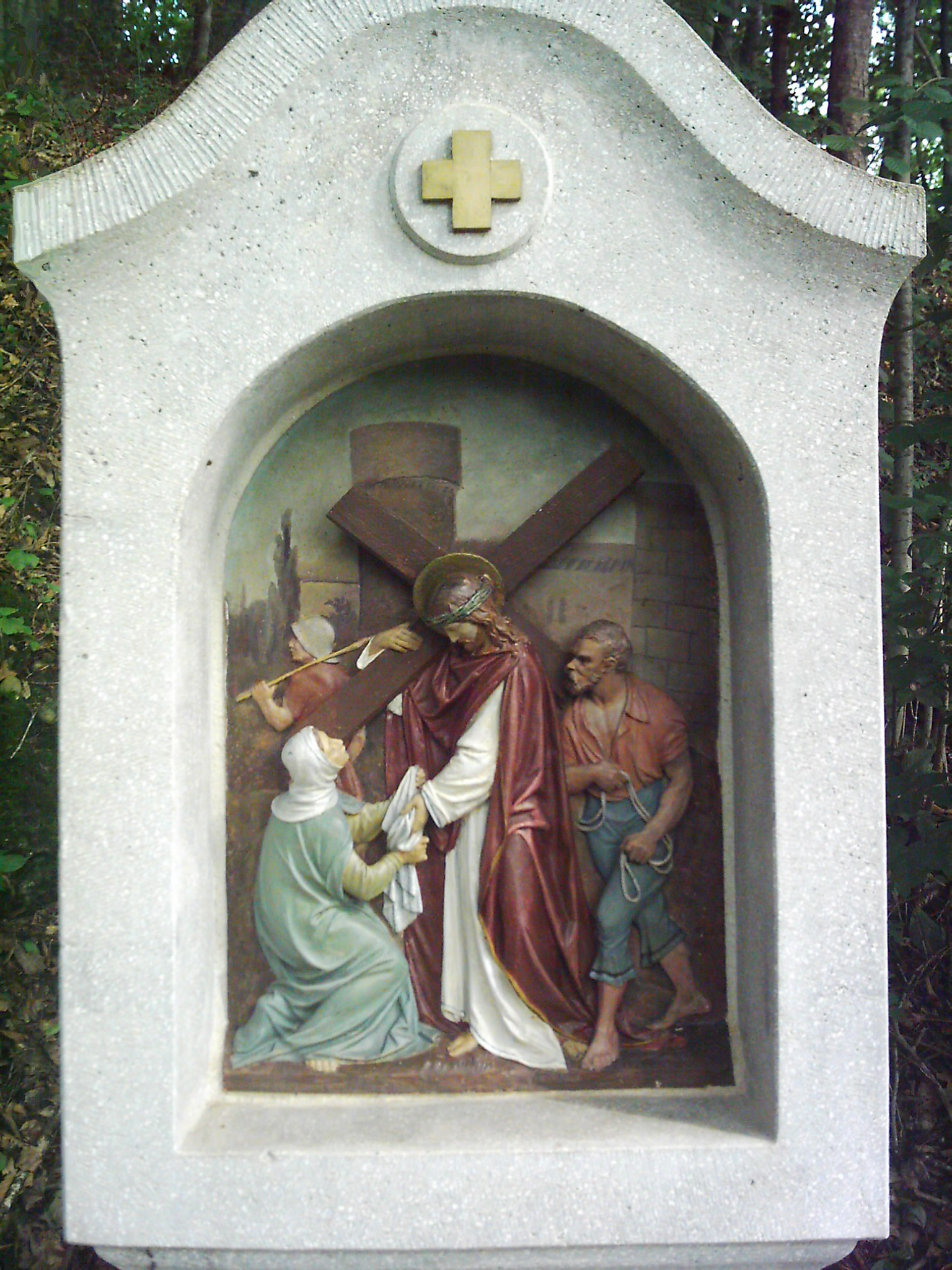
제6처 베로니카, 수건으로 예수님의 얼굴을 닦아드림.
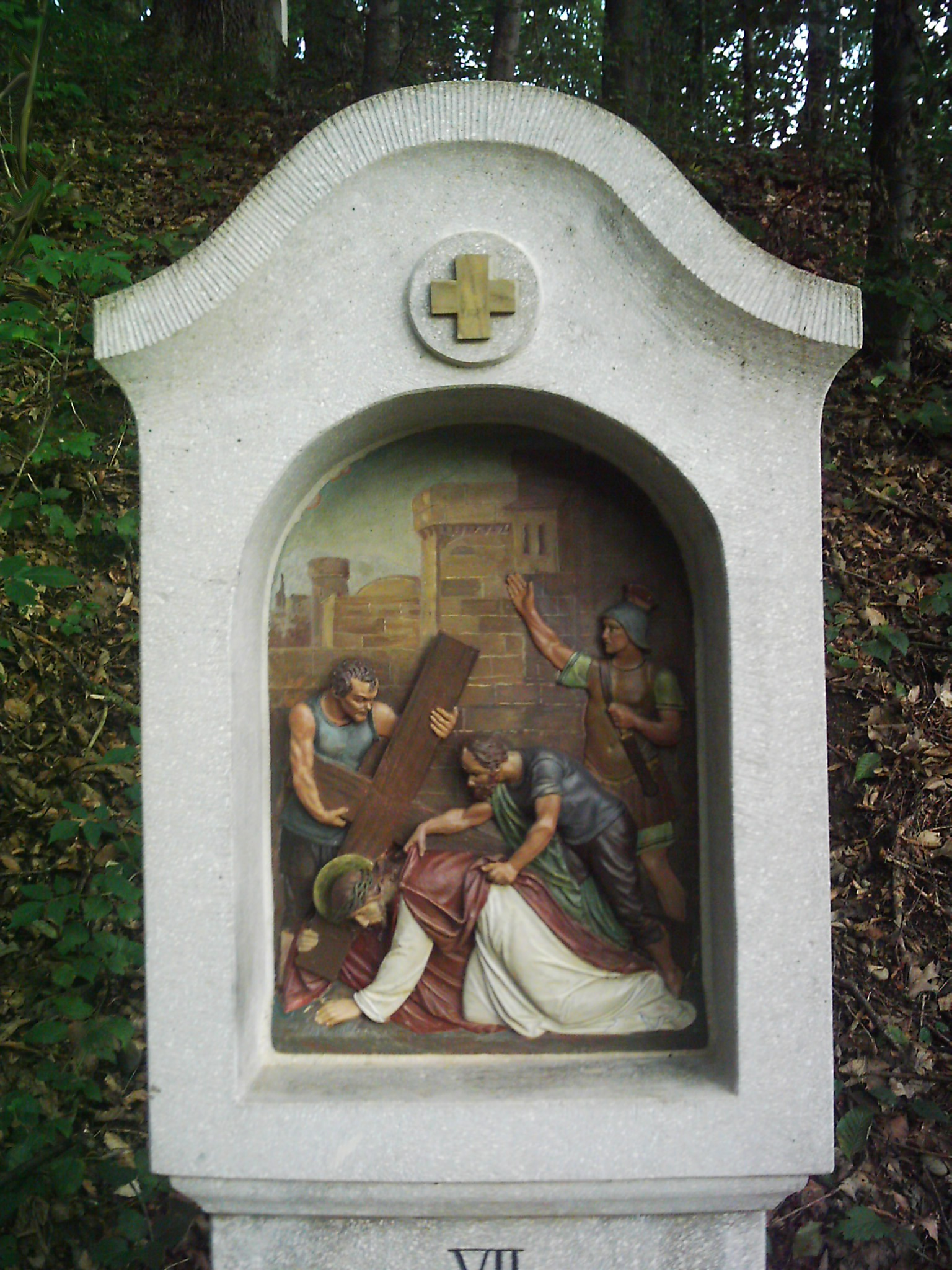
제7처 기력이 다하신 예수님께서 두 번째 넘어지심.
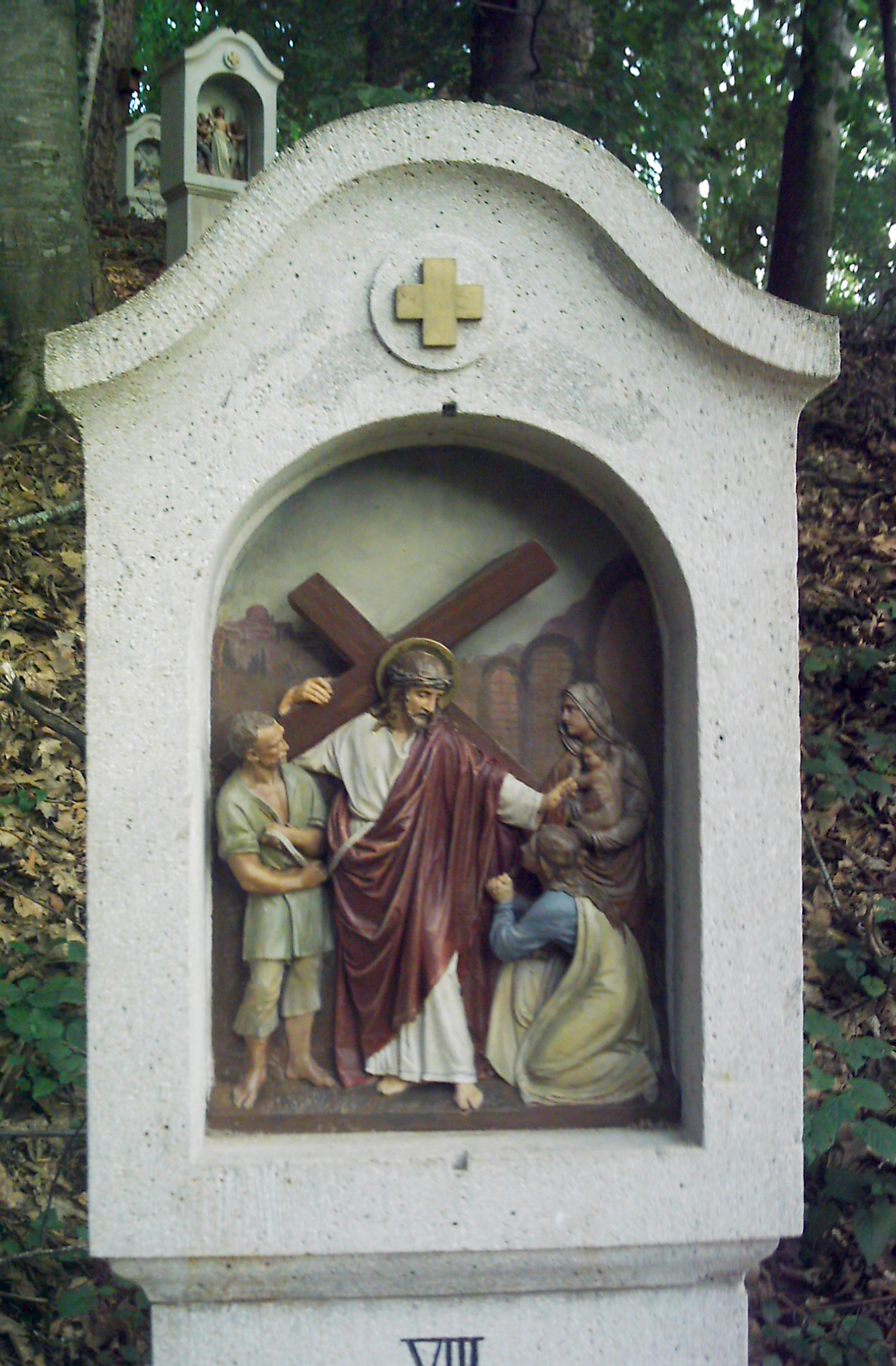
제8처 예수님께서 예루살렘 부인들을 위로하심.
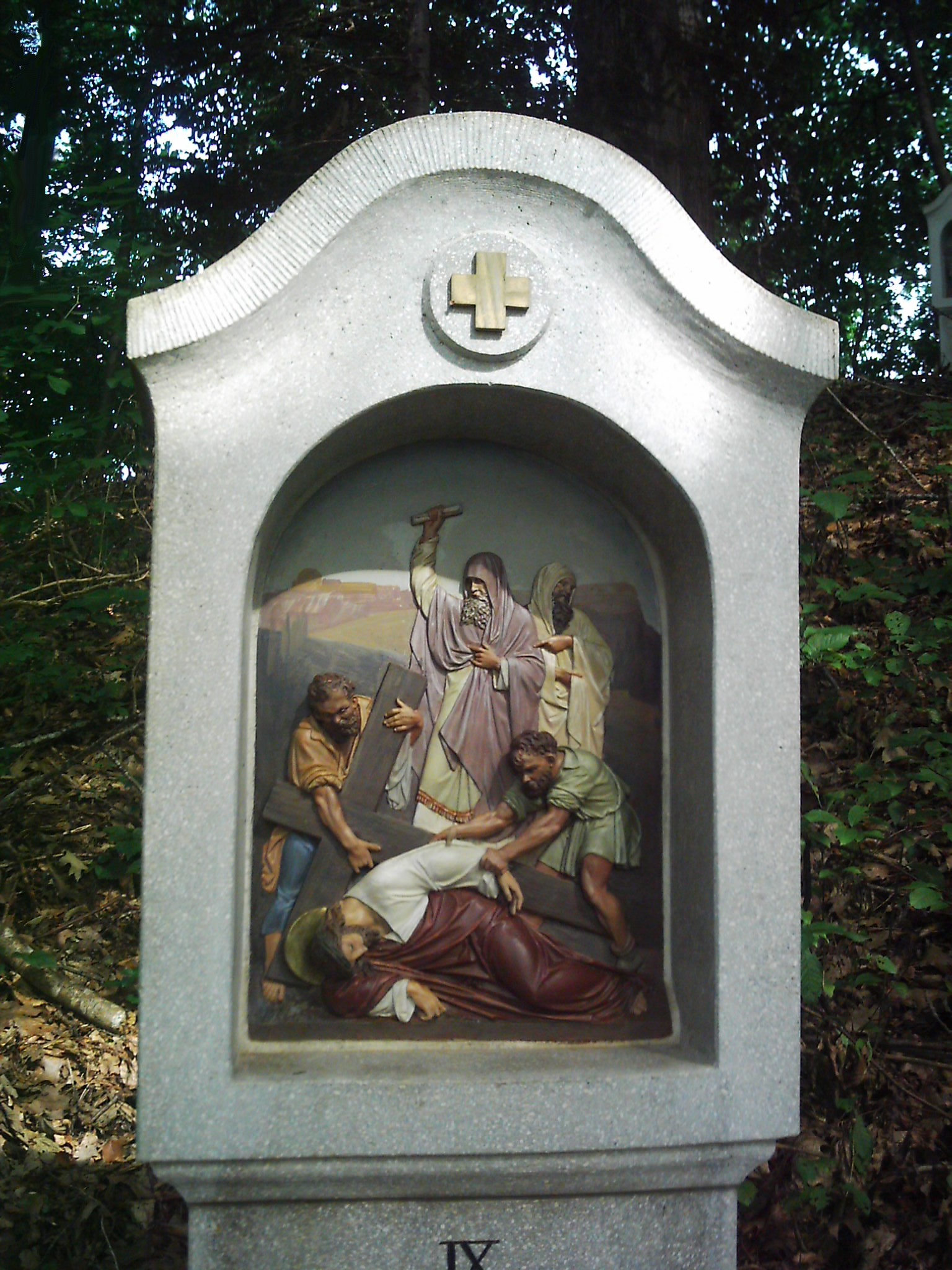
제9처 예수님께서 세 번째 넘어지심.
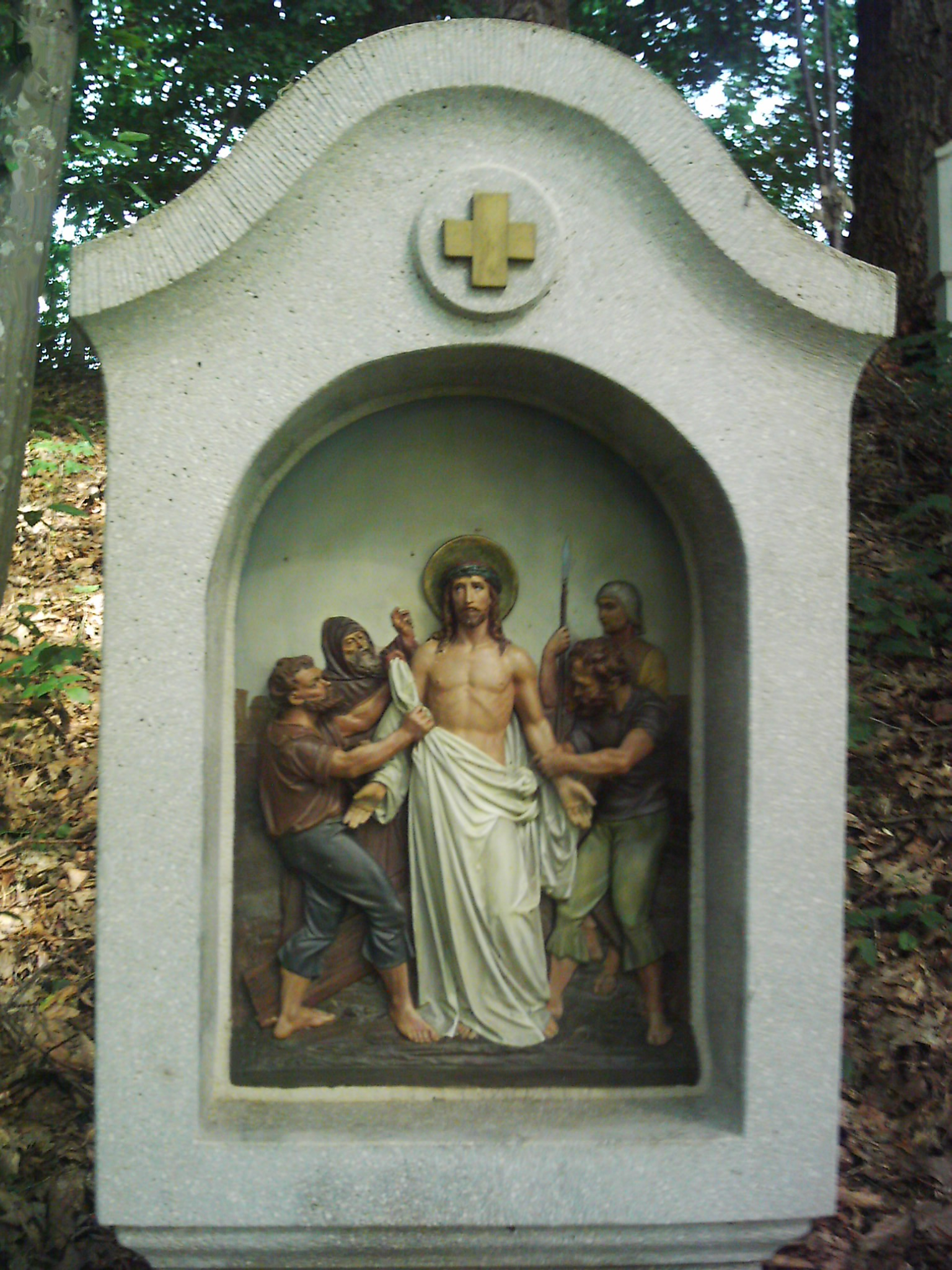
제10처 예수님께서 옷 벗김 당하심.
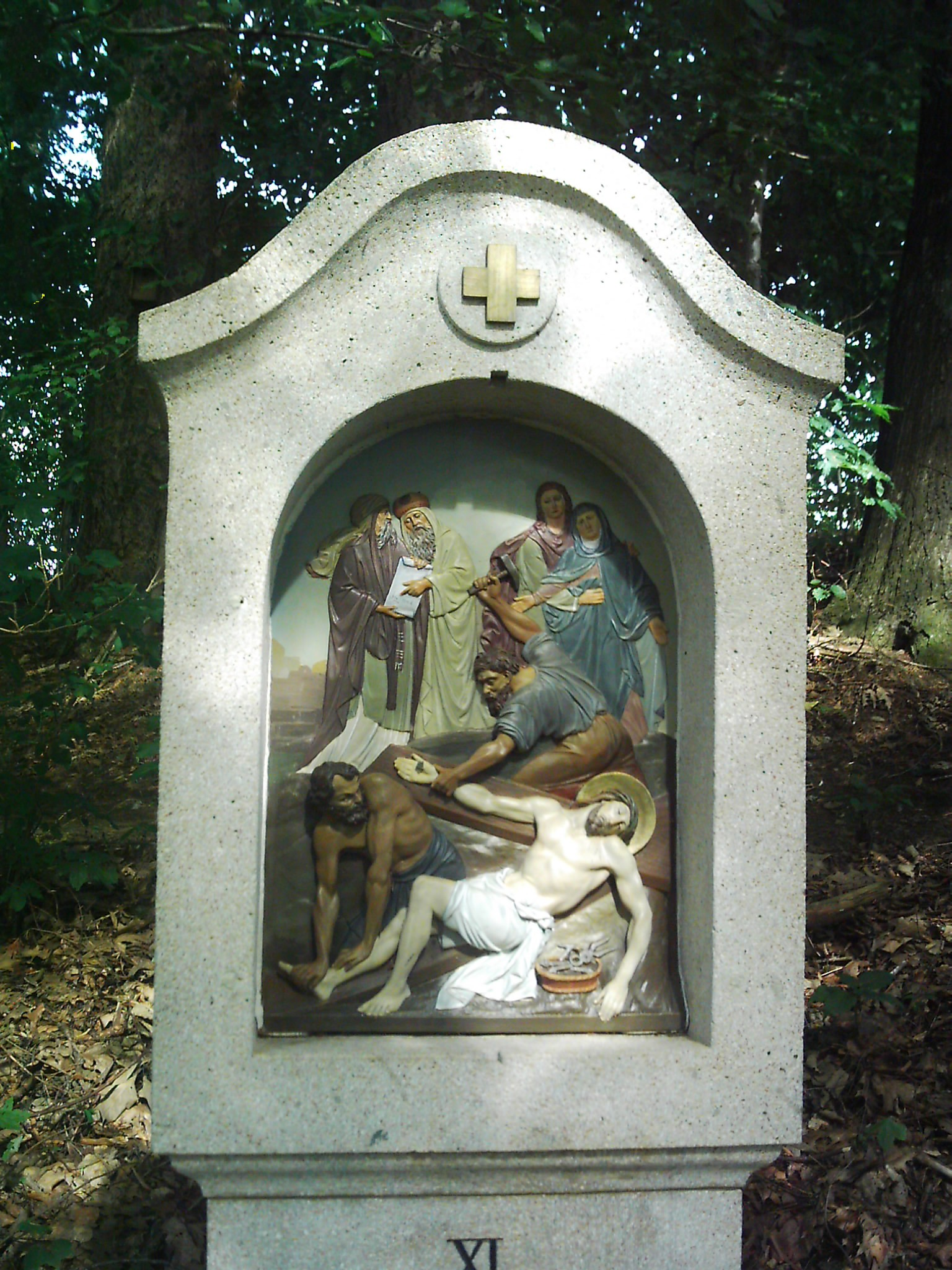
제11처 예수님께서 십자가에 못 박히심.
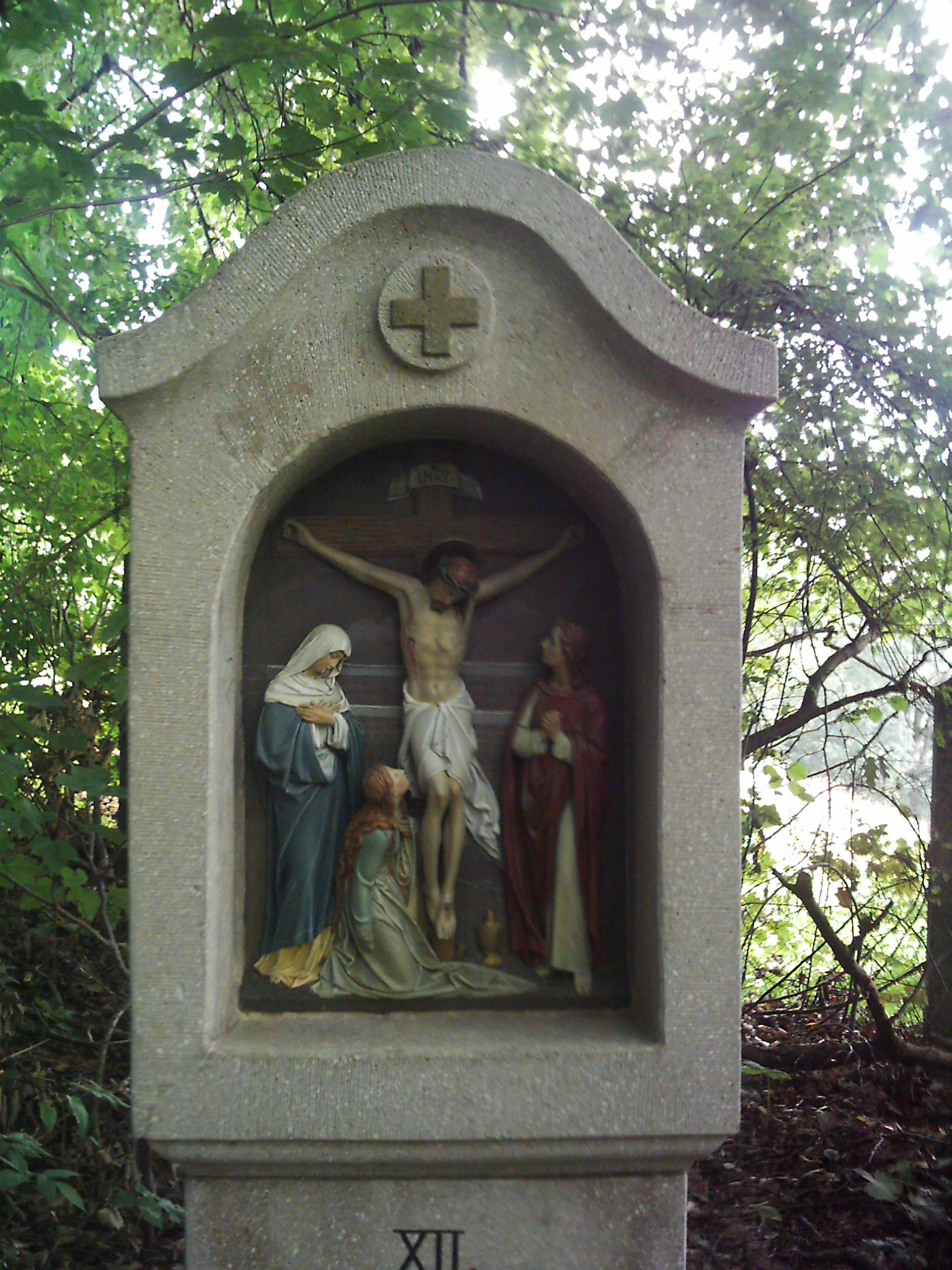
제12처 예수님께서 십자가 위에서 돌아가심.
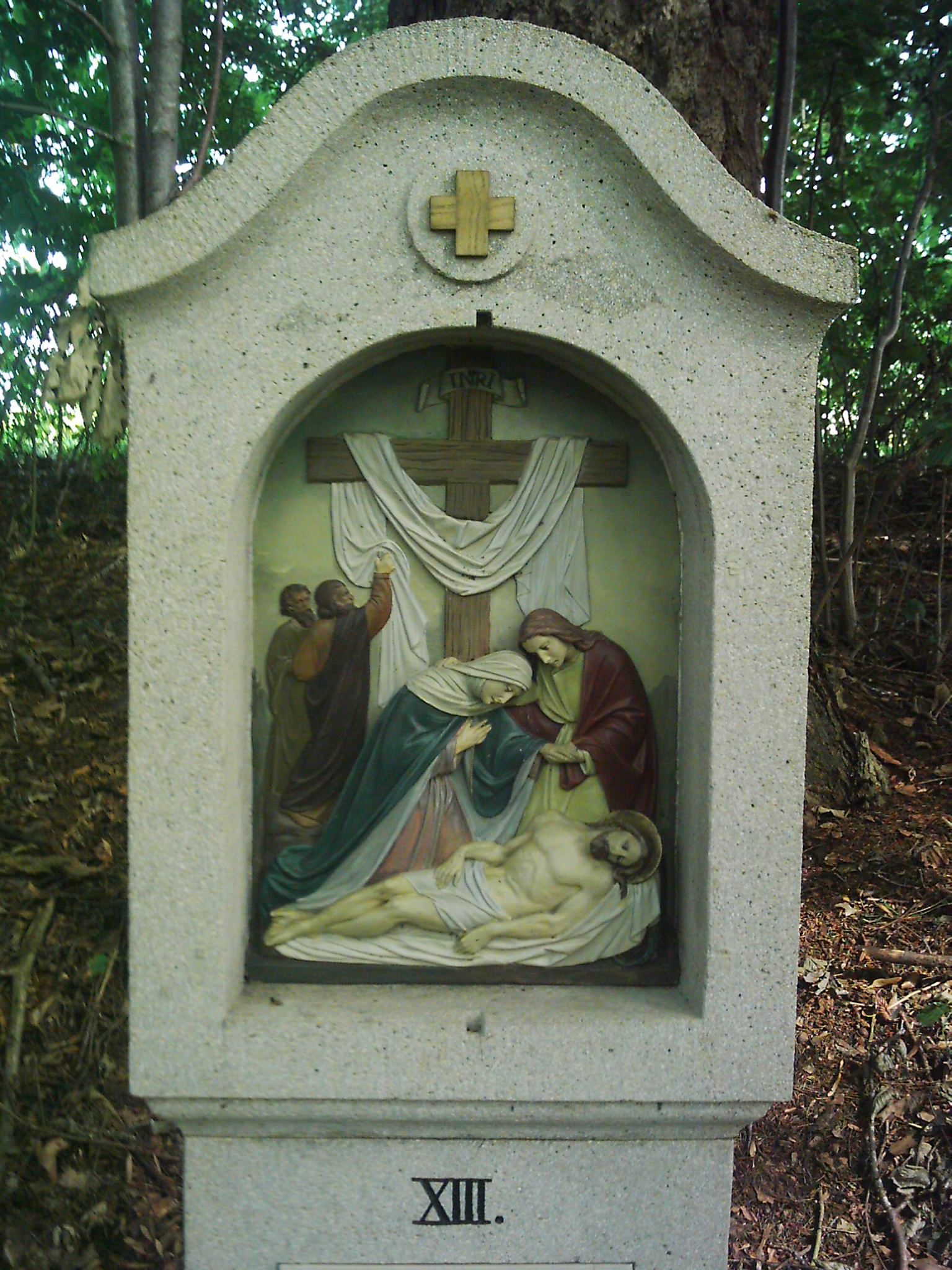
제13처 제자들이 예수님의 시신을 십자가에서 내림.
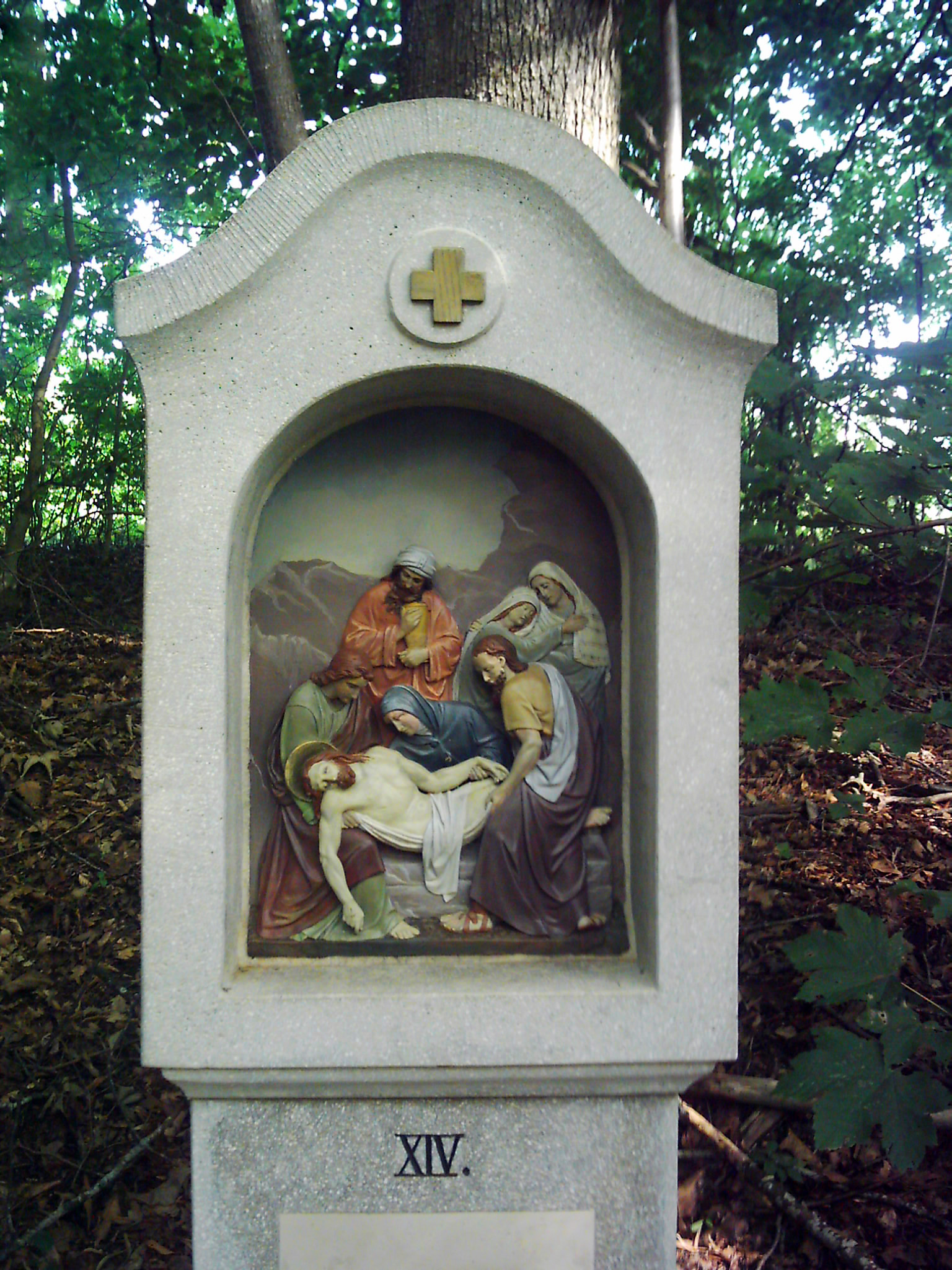
제14처 예수님께서 무덤에 묻히심.

## 같이 보기
- 고통의 성모
- 십자가 위 예수의 말
- 묵주